# Let's Dance (Benny Goodman)
Pour les articles homonymes, voir Let's Dance.
Clip vidéo
[vidéo] « Benny Goodman - Let's Dance », sur YouTube
Let's Dance (dansons, en anglais) est un standard de jazz de big band swing américain, enregistré en 1939 chez Columbia Records par Benny Goodman,, thème d'ouverture emblématique des concerts de ses 50 ans de carrière.

## Histoire
Ce standard de big band swing de l'ère du jazz est composé par Gregory Stone et Joseph Bonine, inspirés de l'œuvre de musique classique allemande Invitation à la danse (valse) de 1819, de Carl Maria von Weber. Il est nommé d’après la radio nationale américaine Let's Dance (radio) (en) de la NBC des premiers succès d’audience nationale américaine, entre 1934 et 1935, du big band de Benny Goodman,. Surnommé « The King of Swing » (le Roi du Swing) à partir de 1939, Benny Goodman l'enregistre avec succès et l'utilise durant ses 50 ans de carrière à titre d'indicatif musical et thème d'ouverture officiel emblématique de ses nombreux concerts, galas de soirées dansantes, et émissions de jazz radiophoniques dans le monde. 

## Reprises et adaptations
Ce standard de jazz est repris en particulier par The Modernaires (en) (en version vocale, avec des paroles de Fanny May Baldridge, album A Tribute To The Benny Goodman, de 1954,)...

## Au cinéma
- 1955 : Benny Goodman (The Benny Goodman Story), de Valentine Davies.